# Týnec nad Labem
Týnec nad Labem (in tedesco Elbeteinitz) è una città della Repubblica Ceca facente parte del distretto di Kolín, in Boemia Centrale.